# Die zwölf Monate (1956)
Die zwölf Monate ist ein sowjetischer Zeichentrickfilm von Iwan Iwanow-Wano und Michail Botow aus dem Jahr 1956.

## Handlung
Ein junges Mädchen wird von seiner Stiefmutter in den Wald geschickt, um Holz zu holen. Dabei trifft sie auf einen Soldaten der Königin, der ihr von einem seiner Vorfahren erzählt, wie jener in der Silvesternacht einmal allen zwölf Monaten begegnet sei. Er hilft ihr beim Reisigsammeln und berichtet über die Königin, die Waise und im gleichen Alter wie das Mädchen ist. Zum Dank für die Hilfe zeigt das Mädchen dem Soldaten die schönste Tanne des Waldes, welche er für die Königin schlagen soll. 
Die eigensinnige Königin wird von einem Professor unterrichtet und terrorisiert ihre Umwelt. Aus einer Laune heraus fordert sie, dass man ihr noch in der Silvesternacht Schneeglöckchen bringen soll. Jedem, der einen Korb Schneeglöckchen bringen kann, verspricht sie, den Korb mit Gold zu füllen. Auch die Stiefmutter und die Stiefschwester des Mädchens hoffen auf das Gold und schicken das Mädchen, gleich nachdem es halb erfroren mit dem Reisigholz aus dem Wald zurückkommt, wieder zum Schneeglöckchensammeln in den Wald. Bei kräftigem Schneesturm entdeckt es eine Gruppe von Männern an einem Lagerfeuer, die sich als die zwölf Monate herausstellen. Sie sind zunächst amüsiert, dass es zur falschen Jahreszeit Schneeglöckchen sucht, doch berührt von seiner Geschichte lassen die zwölf Monate Schneeglöckchen erblühen, damit das Mädchen die Blumen sammeln kann. Zum Abschied geben sie ihm einen Ring mit, mit dem es die zwölf Monate nach Bedarf zu Hilfe rufen kann, unter der Bedingung, dass es das Geheimnis ihres Aufenthaltsortes 
für sich behält.
Für den Korb mit Schneeglöckchen erhalten die Stiefmutter und ihre Tochter das ausgelobte Gold. Die Königin will jedoch die Stelle im Wald sehen, an dem die Schneeglöckchen wachsen. Sie schicken das Mädchen erneut in den Wald, vorgeblich um weitere Schneeglöckchen zu holen. Die Stiefschwester folgt zum Markieren des Weges hinterher. Als die Königin im Wald auf das Mädchen trifft, weigert sich dieses, ihr das Geheimnis um den Fundort der Schneeglöckchen zu verraten. Es entspinnt sich ein Streit um den Ring der zwölf Monate. Die Königin wirft den Ring auf einen zugefrorenen See und das Mädchen ruft die zwölf Monate herbei.
Mit einem Schneesturm beginnt ein Reigen der unmittelbar aufeinanderfolgenden Jahreszeiten, der die Königin und ihr Gefolge zugleich fasziniert und schockiert. Der älteste der zwölf Monate stattet das Mädchen mit prächtiger Kleidung, Schlitten und Troika aus. Gemeinsam fahren sie – das Mädchen, die in ihrer Arroganz geläuterte Königin, ihr Lehrer und der Soldat – aus dem Wald zurück.

## Produktion
Für die Bildgestaltung des in Agfacolor gedrehten Farbfilms waren verantwortlich Alexander Beljakow, Konstantin Karpow und Anatoli Kurizyn.

## Synchronisation
Die Dialoge der DEFA-Synchronisation schrieb Margot Spielvogel, die Regie übernahm Thomas Ruttmann. Die Schnittfassung fertigte Hildegard Zander, für den Ton waren Charlotte Nickel und Fritz Klenke verantwortlich. Die Synchronsprecher sind Else Wolz, Elsa Grube-Deister, Werner Schulz-Wittan, Günter Ballier, Theo Mack, Erika Trumpf, Heidi Pfanne und Fritz Links.

## Kritik
Der film-dienst hält den Film für ein „liebenswürdiges russisches Zeichentrick-Märchen über den unveränderlichen Lauf der Natur und die Ohnmacht menschlichen Wollens.“